# Christopher Cantwell
Pour les articles homonymes, voir Cantwell.
Christopher Charles Cantwell (né le 12 novembre 1980 dans l'État de New York) est un nationaliste blanc américain, antisémite, commentateur politique et activiste. Il se dit proche d'un « libertarianisme de droite ». Membre de l'Alt-right, Cantwell devient célèbre après sa participation à la Manifestation « Unite the Right » à Charlottesville en août 2017.

## Biographie
Il grandit à Stony Brook dans l'État de New York. Son casier judiciaire dans le comté de Suffolk fait état de conduite en état d'ivresse, d'armes et d'objets volés. En 2012 Christopher Cantwell s'installe à Keene dans l'État du New Hampshire.
En 2014 il apparait en vedette de l'émission de télévision satirique The Colbert Report. Dans une séquence introduite par la formule « ces patriotes courageux font de la résistance contre l'abus de pouvoir du gouvernement », avec deux amis, il joue au Robin des Bois en devançant les contractuelles pour mettre des pièces dans les parcmètres.

## Participation à la manifestation "Unite the right"

### Reportage de Vice News
Christopher Cantwell apparaît dans Charlottesville: Race & Terror, un reportage pour Vice News tourné avant, pendant et après la manifestation de Charlottesville en août 2017. Ce reportage obtiendra en 2018 un Peabody Awards.
Interrogé sur la violence, il déclare : « Quels que soient les problèmes que j'ai avec mes compatriotes blancs, ils ne sont généralement pas enclins à un tel comportement ». Elle Reeve mentionnant l'attentat d'Oklahoma City, le nom du tueur de la Tuerie d'Isla Vista et Dylann Roof, Christopher Cantwell remarque qu'elle peut se rappeler ces noms et lui demande si elle peut aussi se rappeler des noms des 19 terroristes du 11 septembre. Elle Reeve repose sa question : « Nous demandions si les blancs étaient capables de violence ». Christopher Cantwell répond : « Bien sûr, nous sommes capables. Je porte un pistolet, je vais tout le temps à la gym, j'essaie de me rendre capable de plus de violence ».

### Bannissement internet
À la suite de la diffusion du documentaire, il voit ses comptes résiliés par Facebook et Instagram le 16 août 2017, en raison de déclarations en lien avec la manifestation, telles que « ce n'est pas nous qui avons commencé la bagarre, mais on butera ces gens s'il le faut ».
Christopher Cantwell met en ligne une vidéo le 16 août, dans laquelle il déclare en pleurant être terrifié d'apprendre que la police aurait lancé un mandat d'arrêt contre lui. Devenue virale, cette vidéo lui vaut d'être surnommé le crying nazi (le national socialiste qui pleure).
Le lendemain, il est banni du service de rencontre OkCupid après avoir été signalé par une utilisatrice à qui Cantwell avait envoyé un message. Il écrit ensuite sur son blogue : « J'ai été écarté de presque tous les systèmes de paiement auxquels j'accédais. PayPal, Venmo, Dwolla (en) et Stripe ont tous mis hors service mes comptes. J'ai été écarté non seulement de Facebook, Instagram, Twitter et MailChimp, mais maintenant même mes profils de rencontre en ligne à OkCupid, Match.com et Tinder ont tous été mis hors de service, bien que je ne les aie jamais utilisé pour quoi que ce soit d'autre que parler à des femmes en quête d'une idylle »,.

### Arrestation
Il se rend à la police le 23 août et est inculpé pour utilisation illégale de gaz lacrymogène et pour blessures volontaires lors des échauffourées de la marche aux flambeaux du 11 août, puis mis en détention à Charlottesville,. Une remise en liberté sous caution lui est refusée le 24 août puis de nouveau le 31 août.

### Présence médiatique en prison
Son incarcération ne l'empêche pas d'animer une émission de radio. Il y discute des événements en cours, sollicite des dons pour financer sa défense et se définit lui-même comme une « vedette de la radio » ou un « prisonnier politique ». Ses enregistrements sont parfois intitulés « live from seg » (en direct du trou) ou « letter from a Charlottesville jail », un emprunt à la célèbre lettre de la prison de Birmingham de Martin Luther King. Dans un épisode, il dit lire des livres pour devenir un véritable expert antisémite. Le 26 octobre il critique les membres de l'Alt-Right qui ont pris leurs distances avec le nationalisme blanc dans le sillage des événements de Charlottesville : « C'est une guerre. Vous voulez juste jouer le centre dans une guerre entre des extrêmes idéologiques, tout ce que vous allez faire c'est vous faire tirer des deux côtés ». Il ajoute qu'il espère être libéré après l'audition préliminaire du 9 novembre 2017.

### Audience préliminaire
Les plaignants, des témoins de la défense, Christopher Cantwell et son avocat Elmer Woodard opposé au procureur Robert Tracci, sont entendus au cours d'une audience de six heures le 9 novembre 2017. Vice News voit la présence de ses caméras refusée puis sa présentatrice Elle Reeve expulsée pour avoir utilisé son téléphone.
L'avocat général du comté d'Albemarle Robert Tracci appelle les deux plaignants à la barre. Kristopher Goad, contrairement à ses déclarations du 17 août, n'est plus certain que le gaz lacrymogène qui l'a blessé est celui pulvérisé par Christopher Cantwell. L'activiste transgenre Emily Gorcenski (en) déclare qu'eux se trouvaient au pied de la statue de Jefferson, harcelés pour leur genre, lorsque la bagarre a éclaté et que Christopher a alors pulvérisé un jet de gaz contre un certain Beanie Man, puis un second jet contre les contre-manifestants se tenant derrière lui. Deux témoins de la défense déclarent avoir vu Beanie Man attaquer l'un des leurs avant de charger Christopher Cantwell, suivi par d'autres contre-manifestants, conduisant Cantwell à utiliser un spray de gaz lacrymogène en état de légitime défense. Christopher Cantwell déclare, que retrouvant d'autres manifestants dans un Walmart le 11 août, se sentant nerveux, il n'aurait accepté de participer à l'événement du soir à l'université de Virginie qu'après avoir reçu d'Elliott Kline l'assurance de bénéficier de la protection de la police. Il ajoute que ce soir-là il ne porte aucune de ses armes à feu. Il conclut : « Si je m'enfuyais à chaque fois que j'étais menacé, je ne pourrais aller nulle part. Tout le monde me déteste ». Acceptant les arguments plaidés par Elmer Woodard, le juge William Barkley abandonne deux des trois chefs d'accusation. Une accusation d'usage illégal de gaz lacrymogène est néanmoins maintenue, le doute persistant sur la légitime défense,.

### Liberté conditionnelle
Le 7 décembre 2017, Christopher Cantwell est libéré de la prison d'Albemarle-Charlottesville contre une caution de 25 000 $. Il a l'obligation de résider dans un domicile sous surveillance électronique et ne doit ni sortir de l'État de Virginie, ni porter une arme à feu.
Il porte un bracelet électronique à la cheville et déclare « je ne peux même pas sortir ces putains de poubelles ». Il affirme avoir levé plus de 40 000 $ pour financer ses malheurs légaux notamment via sa page web et les sites de collecte de fonds GoyFundMe et Hatreon. Sur le plan politique il considère que « la gauche met toujours les bouchées doubles. Et la cause pour laquelle la droite perd est que nous faisons exactement le contraire ».

### Plainte contre ses accusateurs
Le 3 janvier, son avocat dépose une plainte contre Gorcenski et Kristopher Goad, accusant les deux antifas d'avoir sous serment portés des accusations fausses et frauduleuses contre lui pour l'empêcher d'exercer ses droits définis dans le Premier amendement de la Constitution des États-Unis et la Constitution de Virginie et de le punir, discréditer, vexer et harceler malicieusement.
Dans une réponse adressée le 12 février 2018, Goad et Gorcenski répondent point à point à ces accusations et demandent à leur tour des dommages et intérêts et une injonction à ne plus les tourmenter contre Christopher Cantwell.

### Motions et fixation du procès
Le 31 janvier 2018, Christopher Cantwell demande le remplacement du procureur Tracy, plus de liberté et un dépaysement du procès. Le juge refuse de faire remplacer Robert Tracy, mais autorise Christopher Cantwell à se déplacer sous bracelet électronique dans les limites de la ville. Évoquant les manifestations qui ont égayé les audiences précédentes, son avocat déclare qu'il n'obtiendra pas un procès équitable dans l'Albemarle. La juge Cheryl Higgins met la requête à l'étude, mais conservera l'affaire dans le comté sauf si elle n'arrive pas à constituer un jury impartial. Christopher Cantwell déclare sur le réseau social Gab « La cour s'est mal passée. Je suis moins que surpris », la même juge ayant pris une decision similaire la veille dans une affaire de parjure concernant Jason Kessler.
Le 22 février 2018, le début du procès est fixé au 13 août 2018. Elmer Woodard déclare que le procès nécessitera probablement cinq jours, car l'affaire a eu beaucoup de publicité et trouver des jurés sans idées préconçues pourrait être difficile.

### Christopher Cantwell indicateur du FBI
Le 26 mars 2018, dans un post de son blog intitulé « pourquoi je parle aux fédéraux », il affirme que c'est un moyen de se venger des groupes anti-fascistes qui avaient « donné libre cours à des voyous masqués et à des terroristes pour faire la guerre dans les rues » de Charlottesville.

### Ébriété et modification des conditions de sa liberté conditionnelle
Le 31 mars 2018, Christopher Cantwell est interpellé pour jurons publics et ébriété dans le comté de Loudoun.
Le 25 avril 2018, Christopher Cantwell déclare qu'il s'agit d'une « exagération grossière ». Rentrant chez lui à pied du Bunker Sports Cafe, il est entré dans un 7-Eleven, et s'est dit à haute voix devant des policiers « n'achète pas de cigarette, stupide ». « S'est-il mal conduit et a-t-il bu ? Bien sûr », affirme son avocat Elmer Woodard. « Mais cela ne signifie pas qu'il est une menace pour le public. » La juge Cheryl Higgins décide qu'il devra porter un bracelet électronique anti-alcool en plus de son GPS. Pendant l'audition, un policier témoigne avoir été contacté par un agent du FBI, qui pensait que Cantwell était sorti de la zone autorisée, mais cela n'est pas confirmé par les données de supervision. Le procureur Tracci soutient que Cantwell utilise les médias sociaux pour intimider, Cantwell ayant posté un « on peut l'espèrer » sous une photo d'une petite fille brandissant un panneau « suis-je la suivante ? » à une manifestation contre les armes à feu et ayant dans un autre post mentionné le gazage des « youpins et des travelos ». Cantwell répond qu'il « fait des blagues pour vivre », qu'il est un « artiste professionnel ».
Woodward ayant fait remarquer à la juge qu'Emily Gorcenski n'était pas intimidée au point de ne pas venir à l'audition, Cheryl Higgins répond que c'est peut-être dû à la présence de quatre huissiers de justice.
Elle décide que Cantwell ne pourra ni contacter Emily Gorcenski ou Kristopher Goad, ni les nommer ou les référencer dans des émissions radio ou en ligne. Woodward remarque qu'Emily Gorcenski pourra continuer à poster sur Cantwell. Il demande à son client s'il y a des gens qui le critiquent en ligne. Christopher Cantwell lui répond : « Ce serait l'euphémisme du siècle »,.

### «Remerciements» de la police
À la suite de la condamnation de Corey Long à 20 jours de prison, Christopher Cantwell téléphone à la police de Charlottesville et déclare : « J'imagine que vous recevez un tas d'appels à propos d'un groupe de communistes qui veulent que vous libériez des gens. Je dois vous dire que la prison est trop bonne pour ces gens. Ils devraient être passés dans une déchiqueteuse de bois et je suis content que vous nettoyiez les rues ». L'opératrice lui répond : « Eh bien, c'est génial. Merci pour votre aide ». Cantwell en tire la conclusion personnelle : « Les flics dans cette ville savent qui est le problème. Ils savaient qui était le problème en août dernier et, malheureusement, ils sont menottés par les politiques ».

### Plaider-coupable
Alors que le tribunal était censé traiter ce jour-là une demande de révocation de sa liberté conditionnelle, le 20 juillet 2018, Christopher Cantwell conclut un accord par lequel il s'engage à quitter le comté dans les 8 heures, ne pas y revenir dans les 5 ans, ne pas y posséder d'arme et ne pas avoir de contacts avec les victimes de l'affaire durant la période de probation.

### Réaction à la condamnation de James Fields
En décembre 2018, il déclare que la condamnation de James Fields pour l'attaque à la voiture-bélier à Charlottesville créerait « une armée de fanatiques prêts à mourir » et « nous conduirait vers la destruction complète et totale de [Charlottesville et de la gauche], une nécessité pour notre survie même ». Il affirme que Fields, qu'il décrit comme un homme apparemment bon mais troublé, n'était pas un soldat du mouvement.

## Suite de ses activités

### Jeu vidéo Angry Goy II
Il est l'un des principaux promoteurs du jeu vidéo Angry Goy II, qui est téléchargeable sur son site. Dans ce jeu, les joueurs peuvent incarner Christopher Cantwell ou Richard B. Spencer afin de sauver le président Donald Trump kidnappé par des terroristes de gauche. Dans un des niveaux, il faut flinguer des gens dans un club gay appelé QG de l'agenda LGBTQ+. Une autre mission implique d'abattre des journalistes dans les bureaux du Fake News Network, une référence à CNN. Christopher Cantwell fait la promotion du jeu avec des formules comme « Angry Goy II est le jeu à succès de l'année pour les mâles blancs qui n'en peuvent plus avec les conneries juives » ou « au lieu de passer vos frustrations sur des êtres humains réels, vous pouvez combattre les démons et dégénérés sur votre ordinateur »!

### Bannissement de Gab
Le 18 mars 2019, il est banni du réseau social Gab, celui-ci doutant que deux de ses déclarations politiques incendiaires soient couvertes par le premier amendement. Après l'attentat de Christchurch, il aurait posté « Je suis sûr que ce serait contre les règles de dire que les tueurs de masse devraient trouver des activistes de gauche et les abattre à la place des personnes prises au hasard dans les mosquées et les synagogues. Je ne le ferai donc pas. Je veux seulement que ces personnes ferment leurs gueules, ce qui semble être le moyen le plus évident et le plus agréable d’atteindre cet objectif » et « Si vous tuiez les 50 gauchistes les plus bruyants aux États-Unis, surtout si vous ne vous faites pas prendre et que vous continuez à tuer, ces gens feraient taire leur stupide gueule de trou du cul, et cela sauverait beaucoup de vies. Toutes ces personnes devraient être en prison pour les crimes qu’elles ont publiquement commis au cours des dernières années ».

### Nouvelle arrestation
Le 22 janvier 2020, Christopher Cantwell est arrêté. On lui reprocherait d'avoir envoyé sur Telegram le message instantané « si tu ne veux pas que je vienne et que je b..se ta femme devant tes enfants, tu as intérêt à te faire rare ». Le 28 septembre 2020, il est reconnu coupable de menace de viol et d'extorsion. Le 24 février 2021, il est condamné à 41 mois de prison par le juge Paul J. Barbadoro (en).